# Tio Patinhas
Patinhas (Patinhas McPato ou Patinhas McPatinhas no Brasil e Scrooge McDuck na versão original dos EUA), comumente chamado de Tio Patinhas por seu sobrinho Pato Donald e seus sobrinhos-netos Huguinho, Zezinho e Luisinho, é uma personagem americana de ficção criada pelo cartunista Carl Barks, um pato antropomórfico introduzido na banda desenhada Disney em dezembro de 1947. Patinhas é um empresário com extensa fortuna, sendo comumente referido como "o pato mais rico do mundo", e é notório por uma intensa avareza que o torna avesso a grandes gastos. Boa parte de seu dinheiro está no prédio Caixa-Forte, onde Patinhas criou o hábito de nadar por entre as moedas.
Ao longo das décadas, Patinhas foi promovido de coadjuvante nas histórias do universo de Patópolis à protagonista de suas próprias aventuras, com direito à participação em vários especiais de televisão, filmes e jogos eletrônicos. A série de animação de 1987 DuckTales acompanha as aventuras de Patinhas com seus sobrinhos-netos Huguinho, Zezinho e Luisinho, depois que Donald entra para a marinha no primeiro episódio. Tio Patinhas tem sua fortuna estimada em U$ 65.4 bilhões de dólares pela revista Forbes,  sendo considerado o segundo personagem mais rico da ficção de todos os tempos, atrás apenas de T'Challa.
O nome original de Patinhas em inglês, Scrooge, se baseia no avarento Ebenezer Scrooge, personagem principal do Conto de Natal, de Charles Dickens.  Tal como muitos outros habitantes de Patópolis, Patinhas se tornou popular no mundo inteiro, mais ainda na Europa, e tem sido expandido mais e mais desde então.

## História nos quadrinhos

### Primeira aparição
Tio Patinhas surgiu nos quadrinhos em dezembro de 1947 em "Natal nas Montanhas", história escrita e desenhada por Carl Barks. Patinhas era um velho barbudo, de óculos e razoavelmente rico, que andava curvado sobre sua bengala e vivia isolado numa "grande mansão". Na história, Patinhas convida seu sobrinho Pato Donald e sobrinhos-netos Huguinho, Zezinho e Luisinho para sua cabana nas montanhas, planejando armar um susto e divertir-se com a desgraça dos sobrinhos.
A figura de um pato escocês já havia sido usada pela Disney em um desenho chamado O Espírito de 1943, propaganda americana de guerra e que, portanto, é considerado um desenho banido comercialmente. Naquela ocasião esse pato fora a parte da consciência do Pato Donald, ou seja, a parte poupadora, que estava em conflito com a parte gastadora, curiosamente parecida com o futuro personagem Ganso Gastão, que também seria criado na mesma época que Patinhas.
Barks mais tarde relatou: "Natal nas Montanhas foi apenas minha primeira ideia para se criar um tio velho e rico. Eu o fiz muito velho e muito fraco. Descobri mais tarde que tinha que torná-lo mais ativo. Não poderia deixar um velho comum fazer as coisas que eu queria que ele fizesse".

### Personagem regular
Na verdade, Barks criara Patinhas para uma aparição única, mas logo decidiu que poderia aproveitar o personagem em outras histórias. Barks seguiu retocando a aparência e a personalidade de Patinhas nos anos subsequentes.
Em sua segunda história, “O Segredo do Castelo” (publicada em junho de 1948 e, no Brasil, em capítulos, nos três primeiros números da revista brasileira O Pato Donald, lançada pela Editora Abril em julho de 1950), Tio Patinhas recrutava seus sobrinhos para procurarem um tesouro escondido no castelo ancestral da família McDuck, na Escócia.  Em “Perdendo a Esportiva" (novembro de 1948) surge o tradicional título e bordão de Patinhas: “O pato mais rico do mundo”.

### Primeiras pistas sobre o passado de Patinhas
"Donald na África", publicada em agosto de 1949, foi a primeira história a dar pistas do passado de Patinhas com a apresentação de dois personagens. Um era Foola Zoola, um velho feiticeiro africano e chefe da tribo de vodu que lançou uma maldição sobre Patinhas como vingança pela destruição de sua aldeia e tomada das terras de sua tribo décadas antes.
Patinhas confidenciou a seus sobrinhos que usara um exército de “cortadores de gargantas” para fazer a tribo abandonar suas terras, a fim de estabelecer uma colônia de exploração de diamantes. A história diz que o evento se deu em 1879, mas a data seria posteriormente corrigida para 1909 para encaixar-se com a história pessoal de Patinhas.
O outro era Zumba o Zumbi, o instrumento de maldição e vingança do feiticeiro. Pelo que consta, passou décadas em busca de Patinhas até chegar a Patópolis, confundindo Donald com Patinhas. Zumba não era realmente um morto-vivo e Foola Zoola não praticava necromancia.
Barks, com uma nota do ceticismo frequente em suas histórias, explicou que o zumbi era uma pessoa viva; não tinha morrido, mas de algum modo caiu na influência de um feiticeiro. Embora algumas cenas da história fossem pretendidas como paródia do filme ‘’White Zombie’’ de Bela Lugosi, a história é a primeira a focalizar não apenas o passado de Patinhas, mas a também tocar nos aspectos mais sombrios de sua personalidade.

### Precursores de histórias posteriores
“Em Busca do Unicórnio”, publicada em fevereiro de 1950, apresentou o zoológico particular de Patinhas. Um de seus pilotos tinha conseguido fotografar o último unicórnio vivo, que habitava o lado indiano dos Himalaias. Em proposta a seus sobrinhos Donald e Gastão, Patinhas ofereceu uma recompensa ao primeiro que capturasse o unicórnio para sua coleção de animais.
Esta foi também a história que apresentou seu avião particular. Mais tarde Barks estabeleceu Patinhas como um experiente aviador. Donald tinha sido mostrado anteriormente como também sendo um aviador hábil, e MacMônei também em histórias posteriores. Em comparação, Huguinho, Zezinho e Luisinho foram descritos somente tomando lições de voo na história “Ouro Congelado” (publicada em janeiro de 1945).
Em “O Dinheiro que Virou Picolé”, publicada em julho de 1951, surge a precursora da Caixa-Forte de Patinhas. Esta história diz que o edifício-sede de Patinhas contém “três acres cúbicos de dinheiro” Dois assaltantes sem nome que aparecem momentaneamente durante a história são considerados os precursores dos Irmãos Metralha.

### Patinhas como personagem principal
“Meu Reino por uma Ampulheta” publicada no Brasil em 1969, e originalmente publicada em setembro de 1950, é considerada a primeira história a mudar o foco das histórias de Pato Donald para Tio Patinhas. Durante a história, apresentaram-se diversos novos temas para Patinhas.
Pela primeira vez, Donald declara que seu tio praticamente é o dono de Patópolis, uma afirmação que mais tarde o rival de Patinhas, Patacôncio, levaria a disputa. Patinhas dá a primeira dica de que não nasceu na riqueza, pois lembra ter comprado a ampulheta da história em Marrocos, quando era um menino de cabine na tripulação de um navio. É também a primeira história em que Patinhas menciona o conhecimento de outras línguas e outros alfabetos além do latino, pois durante a história fala árabe e lê o alfabeto árabe.
O tema seria desenvolvido em histórias posteriores. Barks e o roteirista contemporâneo de Patinhas, Don Rosa, retrataram o personagem como fluente em árabe, holandês, alemão, mongol, espanhol, maia, finlandês e vários dialetos de chinês. Patinhas aprendeu esses idiomas em muitos anos vivendo ou viajando em várias regiões do mundo. Outros roteiristas mostraram Patinhas como tendo pelo menos noções básicas de várias outras línguas.
O Patinhas de “Meu Reino por uma Ampulheta” é mostrado mais positivamente que em histórias anteriores, mas também vemos seu lado de vilania. O objetivo de Patinhas é retomar uma ampulheta mágica que dera a Donald sem saber que funcionava como um amuleto protetor para ele. Para convencer seus sobrinhos a devolvê-la, Patinhas os persegue através de Marrocos, aonde tinham ido parar anteriormente na história. Digna de nota é a cena em que Patinhas põe Donald amarrado e faz cócegas nele com uma pena para conseguir que ele revele o paradeiro da ampulheta. Finalmente Patinhas consegue recuperá-la, trocando-a por um jarro de água, pois encontrara seus sobrinhos exaustos e sem suprimentos no meio do deserto. Patinhas explica que pretendia dar uma oferta melhor, mas não podia resistir a ter alguém à sua mercê sem tirar vantagem disso.
Patinhas ganhou mais importância com o início da publicação de revistas escritas por Carl Barks com o título "Tio Patinhas" em 1952. A 1º revista foi publicada em Março de 1952 com a história "Nadando em Dinheiro ou Pobre Tio Patinhas", publicada em Portugal na revista "Obras-Primas da Bd Disney 9", "Carl Barks 1952-1954".

### Desenvolvimentos finais
Em “A Financial Fable”, publicada em março de 1951, Patinhas dá a Donald algumas lições de produtividade como fonte de riqueza, junto com as leis de oferta e demanda. Mais importante, foi a primeira história em que Patinhas observa como Huguinho, Zezinho e Luisinho são diligentes e industriosos, o que os tornava mais semelhantes a Patinhas do que a Donald. O vínculo entre tio-avô e sobrinhos-netos se fortaleceria em histórias posteriores.
“Terror of the Beagle Boys”, publicada em novembro de 1951, apresentou os leitores aos Irmãos Metralha, apesar de o Patinhas da história parecer já ser conhecido deles. “The Big Bin on Killmotor Hill” apresentou a Caixa-Forte de Patinhas, construída no Morro Mata-Motor no centro de Patópolis.
A esta altura, Tio Patinhas já era familiar aos leitores nos Estados Unidos e na Europa. Outros roteiristas e artistas Disney além de Barks começaram a usar o personagem em suas histórias, como o italiano Romano Scarpa. Em março de 1952 a Western Publishing, editora dos quadrinhos Disney nos EUA, lançou a primeira edição da revista ‘’Uncle Scrooge’’, destacando Patinhas como protagonista. A história em destaque, “Only a Poor Old Man” se tornou, junto com “Back to the Klondike” (publicada em março de 1953), a maior influência na definição do caráter, passado e crenças do personagem.
Daí em diante, Barks produziu a maior parte de suas histórias mais longas e aventurescas para a ‘’Uncle Scrooge’’, enquanto as histórias de dez páginas da ‘’Walt Disney’s Comics and Stories’’ continuaram a destacar Donald e focalizar na comédia. Nas histórias de Patinhas, os sobrinhos eram escalados como assistentes, acompanhando o velho pato em suas aventuras pelo mundo. Esta mudança de foco de Donald para Patinhas também se refletiu nas histórias de outros roteiristas contemporâneos. Patinhas continua sendo uma figura central do universo de quadrinhos dos patos.

### Era moderna
Após a aposentadoria de Barks, o personagem continuou a estrelar histórias de outros artistas. Em 1972, Barks foi persuadido a escrever mais histórias para a Disney. Escreveu histórias dos Escoteiros Mirins, onde Patinhas muitas vezes fazia papel de vilão, semelhante ao que teve em sua primeira história. Nas mãos de Barks, Patinhas sempre era um personagem maleável que assumiria qualquer personagem conveniente para a trama.
O escritor e artista italiano Romano Scarpa fez várias adições ao universo do Tio Patinhas, incluindo personagens como Brigite, a eterna pretendente do pato avarento. Essa personagem apareceu principalmente em quadrinhos europeus. Também é o caso do rival de Patinhas, Patacôncio (criado por Barks para apenas uma história) e o primo de Donald, Peninha, que às vezes, trabalha como repórter para o jornal A Patada.
Outro grande desenvolvimento foi a chegada do escritor e artista Don Rosa em 1986 com sua história "O Filho do Sol", nomeada para um Prêmio Harvey, como uma das maiores honras da indústria de quadrinhos. Rosa disse nas entrevistas que ele considera o Tio Patinhas como seu personagem favorito da Disney. Em uma entrevista com o norueguês "Aftenposten" em 1992, Don Rosa diz que: "no início, Patinhas devia a sua existência a seu sobrinho Donald, mas isso mudou e hoje é Donald que deve sua existência a Patinhas". Também diz que esta é uma das razões pelas quais ele prefere o Tio Patinhas.
Outros artistas notáveis da Disney que trabalharam com o personagem foram Marco Rota, William Van Horn e Tony Strobl.

## Europa
Muitos dos quadrinhos europeus baseados no Universo da Disney criaram sua própria versão do Tio Patinhas, geralmente envolvendo-o em aventuras de comédia. Isto é particularmente verdadeiro para os quadrinhos italianos, que foram muito populares nas décadas de 1960 e 1980 na maioria das partes da Europa continental ocidental. Nestes, Patinhas é principalmente um anti-herói que arrasta seus sobrinhos os quais sofrem muito tempo durante as caças ao tesouro ou em seus negócios. Donald é um participante relutante nessas viagens, apenas concordando em acompanhar quando seu tio lembra-lhe de suas dívidas que lhe deve, ameaçando-o com uma bengala ou um golpe. Quando promete a Donald uma parte do tesouro, Patinhas, no final da aventura, nega ao sobrinho sua parte, mantendo tudo para si mesmo. Depois que Donald e os meninos arriscam a vida - algo pelo qual Patinhas mostra pouca preocupação - ele tende a acabar sem nada.
Outra brincadeira das histórias é quando Patinhas relembra suas antigas aventuras para Donald e este mostra um grande desconforto ao ouvir histórias intermináveis e cansativas.

### No Brasil
Tio Patinhas está presente nos quadrinhos no Brasil desde 1950, quando foi atração da edição número 1 de O Pato Donald. A revista Almanaque Tio Patinhas (mais tarde simplesmente Tio Patinhas) foi lançada em 1963, mantendo-se como um título de sucesso da Editora Abril até julho de 2018, quando a Editora deixou de publicar as edições da Disney no Brasil.
Desde os anos 1960 os artistas de quadrinhos brasileiros têm produzido incontáveis histórias de Tio Patinhas, o que reforçou seu posto de destaque entre as personagens Disney. A maioria das histórias brasileiras retrata o cotidiano do jornal de Patinhas A Patada, no qual Donald e Peninha são repórteres.
Depois de 68 anos, a Editora Abril encerrou sua publicação de quadrinhos Disney, com revistas lançadas em julho de 2018. Em março de 2019, a revista voltou às bancas publicada pela editora gaúcha Culturama.

## Caracterização

### Riqueza
Tio Patinhas é considerado o pato mais rico do mundo. Ele mantém grande parte de sua riqueza em uma enorme Caixa-Forte na cidade de Patópolis. Contudo, ele possui muito mais em bancos e propriedades espalhados em todo o mundo. Nos quadrinhos, a fortuna de Patinhas é estimada em números absurdos, especialmente "quaquilhões". As empresas em sua posse são tantas que Patinhas ocasionalmente não consegue lembrar de todas.
Um homem de negócios perspicaz e notável, seu passatempo favorito é mergulhar e nadar em seu dinheiro, sem lhe causar prejuízo. Também é o membro mais rico do Clube dos Milionários de Patópolis, uma sociedade que inclui os empresários mais bem sucedidos do mundo e permite que eles mantenham contato entre si. Mac Mônei e Patacôncio também são membros influentes do Clube. Sua posse mais famosa e apreciada é a Moedinha Número Um.
A avaliação da fortuna do Tio Patinhas segundo Barks em "Qual é o mais rico do mundo?" (1956) não está clara. De acordo com Barks, Patinhas possui "Um multiplujilhão, nove obstáculhões, seiscentos e vinte e três dólares e sessenta e dois centavos". No episódio de DuckTales, "A Mudança", Patralhão (contador de Patinhas) observa que a Caixa-Forte contém "607 tilhões, 386 zilhões, 947 trilhões, 522 bilhões de dólares e 36 centavos". Don Rosa em a Saga do Tio Patinhas observa que a fortuna dele equivale a "Cinco multiplujilhões, nove impossibidilhões, sete fantastiquilhões de dólares e dezesseis centavos". Uma bolha de pensamento de Tio Patinhas, em "Letter to Santa" (publicada em 1949), ele afirma claramente: "O que são onze octilhões de dólares, se eu não fizer um grande barulho sobre isso?" No primeiro episódio da série Ducktales de 2017, Patinhas afirma que ele possui "um negócio de vários trilhões de dólares".
A revista Forbes ocasionalmente tentou estimar a riqueza de Patinhas em termos reais. Em 2007, a revista estimou sua riqueza em US $ 28,8 bilhões; em 2011, subiu para US $ 44,1 bilhões devido ao aumento dos preços do ouro. Em 2012, seu rival Mac Mônei aparecia em seu lugar com a implicação de ter vencido a fortuna de Patinhas em uma aposta, ocupando a segunda colocação atrás apenas do dragão Smaug do livro O Hobbit. No ano seguinte, Patinhas voltou, ocupando a primeira colocação com uma fortuna estimada em US$65,4 bilhões. O canal do YouTube, Game Theory, usou o tamanho da Caixa-Forte do Tio Patinhas como base e calculou que poderia conter mais de US $ 300 trilhões. Seja qual for a quantia, Tio Patinhas nunca considera que é o suficiente. Ele acredita que deva continuar ganhando ainda mais dinheiro. Um fato interessante é que na grande maioria das vezes, Patinhas consegue obter lucros em qualquer negócio.

### Educação
Patinhas nunca terminou a escola, já que havia abandonando-a em uma idade precoce. No entanto, ele tem uma mente aguda e está sempre pronto para aprender novas habilidades. Por causa de sua ocupação secundária como caçador de tesouros, Patinhas tornou-se um erudito arqueólogo amador. Começando com Barks, vários escritores explicaram como Patinhas se tornou consciente dos tesouros que decidiu procurar. Isso geralmente envolve períodos de pesquisa que consultam várias fontes escritas em busca de passagens que podem levá-lo a um tesouro. Muitas vezes, Patinhas decide procurar a verdade possível por trás de lendas antigas ou descobre referências obscuras às atividades de antigos conquistadores, exploradores e líderes militares que considera bastante interessantes para começar uma nova expedição.
Como resultado de sua pesquisa, Patinhas construiu uma extensa biblioteca pessoal, que inclui muitos livros raros. Nas histórias de Barks e Rosa, entre as peças premiadas desta biblioteca está uma coleção quase completa de registros navais espanhóis e holandeses dos séculos XVI e XVII. Suas referências aos destinos de outros navios muitas vezes permitiram que Patinhas localizasse navios afundados e recuperasse seus tesouros de suas covas aquosas. Principalmente por ser autodidata, Patinhas é um firme crente no ditado "conhecimento é poder". É também um linguista e empresário realizado, tendo aprendido a falar várias línguas diferentes durante suas viagens de negócios ao redor do mundo, vendendo refrigeradores para esquimós, fabricantes de moinhos de vento para os Países Baixos, etc.

### Moralidade e crenças
Como homem de negócios e caçador de tesouros, Patinhas é notável por sua necessidade de criar novos objetivos e enfrentar novos desafios. Conforme o personagem criado por Barks, para Patinhas “sempre há um novo arco-íris.” A frase foi usada como título de um dos quadros mais conhecidos de Barks retratando Patinhas. Os períodos de inatividade entre aventuras e a falta de desafios sérios tendem a deprimir Patinhas de vez em quando; algumas histórias descrevem esta fase como tendo efeitos negativos em sua saúde.
Nas histórias do roteirista Guido Martina e ocasionalmente nas de outros, Patinhas tem um cinismo notável, especialmente quanto a ideias de moralidade nos negócios e à busca de seus objetivos. Estes traços de caráter se afastam do conceito original criado por Barks, mas têm sido aceitos como uma interpretação válida da maneira de pensar de Patinhas. Nas versões holandesas e italianas, ele regularmente obriga Donald e seus sobrinhos a polir as moedas uma a uma para receber as dívidas de Donald; Patinhas não pagará muito por esse trabalho longo, tedioso e inovador. No que diz respeito a ele, até 5 centavos por hora são despesas demais.
Entretanto, Patinhas parece ter um sentido pessoal de honestidade que lhe assegura um certo autocontrole. Como consequência, pode frequentemente ser visto mudando seu curso de ação quando dividido entre uma perseguição sem escrúpulos de seu objetivo real e usar as táticas que considera mais honestas. Por vezes, pode sacrificar seu objetivo para permanecer dentro dos limites de seu sentido de honestidade. Diversos fãs do personagem consideram que essas interpretações de Patinhas acrescentam profundidade à sua personalidade: baseado nas decisões que faz, Patinhas pode ser o herói ou o bandido de suas histórias. Este é um traço em comum com seu sobrinho Pato Donald. O sentido de honestidade Patinhas também o torna diferente de seu rival Mac Mônei, que não conhece tais entraves em suas próprias ações. Durante a série de desenhos animados DuckTales, às vezes ele seria ouvido dizendo a Mac Mônei: "Você é um trapaceiro, e os trapaceiros nunca prosperam!"
Um de seus maiores defeitos(ou qualidade, dependendo do ponto de vista) é sua capacidade de manipulação para obter o que quer sem gastar nada, chegando ao ponto de estragar as férias de seus sobrinhos quando estes se preparam para irem pro Havaí ou outro lugar, levando-os até sua cabana das montanhas ou outras de suas propriedades para umas 'férias grátis' em troca de arrumarem o lugar com consertos, jardinagem ou algo similar e sempre sem lhes pagar um tostão sequer. Chantagem se mostra outra ferramenta útil para conseguir suas metas, como uma vez que quis que Donald administrasse um castelo inglês que ia ser transformado em escola de verão e Donald recusou no berro, mas precisou ceder quando Patinhas veio, quase que na mesma hora da recusa, para frente de sua casa com um caminhão carregando 20 toneladas de contas, dizendo ser uma 'pequena parte de sua dívida.'
Patinhas tem um temperamento explosivo e raramente hesita em usar de violência contra quem provoca sua ira (muitas vezes, seu sobrinho Donald, mas também cobradores de impostos, bem como vendedores porta-a-porta); entretanto, parece se opor ao uso de força letal. Às vezes até poupou as vidas dos inimigos que tinham ameaçado sua própria vida. De acordo com a própria explicação de Patinhas, fez aquilo (não "matar) para não carregar sentimento de culpa sobre suas mortes, mas geralmente não espera nenhuma gratidão deles. Patinhas também expressou opinião de que só nos contos de fadas os maus se tornam bons, e que é velho demais para acreditar em contos de fadas. Nas histórias de produção italiana das décadas de 1950 a 1970, no entanto, particularmente aquelas escritas por Guido Martina, Patinhas frequentemente age de maneira diferente das produções de quadrinhos americanas ou dinamarquesas.
Carl Barks deu a Patinhas uma ética definitiva consoante com a era em que construiu sua fortuna. É óbvio que a criação de Barks é avessa à desonestidade na busca do dinheiro. O Patinhas de Don Rosa é uma caricatura do original de Barks, mostrando muito mais frequentemente a raiva, a malícia e a violência em resposta às situações. Quando os produtores dos estúdios Disney contemplaram pela primeira vez fazer um desenho animado de Patinhas nos anos 1950, os diretores não tiveram nenhuma compreensão do caráter de Patinhas: simplesmente o viram como uma versão de Ebenezer Scrooge, um personagem pouco simpático. No fim, arquivaram a ideia porque um pato que só era louco por dinheiro não era engraçado o bastante.  Muitos dos quadrinhos europeus de Patinhas também tenderam à comédia.
Em uma entrevista, Barks resumiu suas crenças sobre Scrooge e o capitalismo:
Sempre olhei para os patos como seres humanos caricaturados. Ao reler as histórias, percebi que eu tinha conseguido um pouco de profundidade em alguns deles: havia filosofia lá que eu não tinha percebido que estava colocando. Era uma característica adicional que acompanhava as histórias. Penso que muita filosofia nas minhas histórias é conservadora e conservadora no sentido de sentir que nossa civilização atingiu o pico por volta de 1910. Desde então, estamos em decadência. Grande parte da cultura mais antiga tinha qualidades básicas de que o novo material que mantemos na incubação nunca pode-se combinar.

Olhe para as magníficas catedrais e palácios que foram construídos. Ninguém pode construir esse tipo de coisa hoje em dia. Além disso, acredito que devemos preservar muitos antigos ideais e métodos de trabalho: honra, honestidade, permitindo que outras pessoas acreditem em suas próprias ideias, não tentando forçar a todos uma forma. O que tenho contra o atual sistema político é que ele tenta fazer todos exatamente iguais. Devemos ter um milhão de padrões diferentes.

Dizem que pessoas ricas como os Vanderbilts e Rockefeller são pecaminosas porque acumularam fortunas, explorando os pobres. Eu sinto que todos devem ser capazes de subir tão alto quanto podem ou querem, desde que não matem ninguém ou oprimam outras pessoas no caminho certo. Um pouco de exploração é algo que você vê na natureza. Nós o vemos na ordem pecaminosa dos animais - todos devem ser explorados ou explorar alguém em certa medida. Eu não me ressenti com essas coisas.

### Personalidade
Tio Patinhas é uma personagem muito mal interpretada. Em sua juventude, era muito gentil e educado. Mas as "bofetadas" que sofreu durante a vida da sociedade, especialmente de pessoas cruéis, bem como o ajudaram a superar seus problemas, mas também o fizeram dele um homem cruel, egoísta, manipulador, chantagista e poderoso. Sentindo que tinha sido aproveitado, Patinhas não queria acreditar que os outros tivessem problemas ou dificuldades reais em suas vidas. Isso o fez parecer desagradável, na melhor das hipóteses, e cruel, na pior das hipóteses. Como resultado, ninguém conseguiu entender seus problemas, incluindo seus grandes sobrinhos. Esse isolamento abriu caminho para adquirir sua riqueza e poder incontáveis. Mas apesar de tudo, ele ainda possui um bom coração e sempre ajuda aqueles que vê como necessitados ou em perigo.

### A idade de Tio Patinhas
A idade do Tio Patinhas nunca foi especificada, embora, de acordo com Don Rosa, ele nasceu na Escócia em 1867 e ganhou sua Moedinha Número Um, exatamente dez anos depois. Os episódios de DuckTales (e em muitos quadrinhos europeus) mostram um Patinhas que veio da Escócia no século XIX, mas estava claramente familiarizado com todas as tecnologias e amenidades da década de 1980.
Apesar desta idade extremamente avançada, Patinhas mostra-se vigoroso o suficiente para manter seus sobrinhos nas aventuras; com uma ou outra rara exceção e parece nunca sentir sinais de cansaço. Barks respondeu a algumas cartas de fãs sobre a era Adâmica de Patinhas, que na história "That's No Fable!", ele havia tomado a água de uma Fonte da Juventude por vários dias. Em vez de torná-lo jovem novamente (o contato corporal com a água era necessário para isso), ingeriu a água e assim rejuvenesceu seu corpo e se curou de seu reumatismo , o que permitiu que vivesse além de seus anos esperados, sem sinais de desaceleração ou senilidade. A solução de Don Rosa para a questão da idade de Patinhas seria colocar todas as suas histórias na década de 1950 ou mais cedo, que foi quando ele próprio o descobriu e se divertiu com as histórias de Barks quando criança.
Na década de 1990, o fanzine alemão Der Hamburger Donaldist pediu a Don Rosa que clarificasse a morte de Tio Patinhas, pelo que Don Rosa lhes enviou uma ilustração onde se vê  Donald e Margarida idosos, acompanhados dos sobrinhos adultos, chorando diante de um túmulo em cuja lápide está escrito o nome do Tio Patinhas com a data 1867-1967. Foi publicada na edição #77, A data era simbólica: 1967 marcou a aposentadoria de Carl Barks, e como Rosa só considerava as histórias do "Homem dos Patos" como oficiais, Patinhas teria morrido com o fim da obra de seu criador. Porém, como outros roteiristas sem a mesma restrição de Rosa usam um cenário contemporâneo, Patinhas ainda aparece vivo nos quadrinhos dos dias de hoje, tendo aproximadamente 150 anos (em 2017).

## Biografia
Nasceu em 1867 em Glasgow, Escócia. Barks diz que Patinhas parece ser o renascimento do Capitão P.A. Tinhas. Tio Patinhas ganhou sua primeira moeda de 10 centavos (a famosa Moedinha Número 1) quando tinha 10 anos de idade, em 1877. Essa que viria a se tornar seu precioso amuleto da sorte. Três anos depois (1880), ele partiu para a América. Depois de muitas aventuras finalmente chegou no Klondike, em 1898. Lá ele acha uma pedra dourada, do tamanho de um ovo de gansa, e em suas escavações em busca de ouro, acaba tendo um relacionamento romântico com Dora Cintilante, do qual os dois possuem a mesma paixão por ouro e resolvem escavar juntos encontrando várias pepitas, mas a abandona algum tempo depois por um mau entendido de ela querer "roubar" sua riqueza, só voltando a encontrá-la novamente mais de 40 anos depois (não se sabe ao certo se os dois tiveram um filho). No ano seguinte, ele conquistou seu primeiro milhão e comprou o terreno da Colina Mata-Motor, que pertencia a Patus Quela (irmão de Vovó Donalda), filho de Cipriano Patus e neto de Cornélio Patus.
Finalmente em 1902 ele chega a Patópolis. Depois de alguns eventos dramáticos com os Irmãos Metralha e o Presidente Roosevelt, ele botou abaixo o velho Forte Patópolis e ergueu sua famosa Caixa-Forte. Nos anos seguintes, Tio Patinhas viajou ao redor do mundo a fim de aumentar sua fortuna. Durante essas viagens, ele aprende a falar diversos idiomas e tem contacto com outras culturas. Enquanto isso, sua família cuidou de sua Caixa-Forte e em 1908 (aproximadamente) contratou Dona Cotinha como secretária do Tio Patinhas. Em 1930, quando Tio Patinhas finalmente voltou a Patópolis, já era o pato mais rico do mundo. Porém, tinha mudado. Outrora afável e gentil, tornara-se avarento e temperamental. Assim, até sua própria família o abandonou.
Em 1942, Tio Patinhas deixa seu império e se aposenta, passando a viver em uma mansão luxuosa, com um estilo de vida completamente diferente do que ele vivia anteriormente. No dia de Natal do ano de 1947, finalmente ele se reencontrou com seu sobrinho Donald, que só o conhecia quando criança, junto com Huguinho, Zezinho e Luizinho, sobrinhos de Donald. Nos 20 anos seguintes eles viveram grandes aventuras, nunca antes imaginadas.
Depois de voltar a vida pública em 1947, Tio Patinhas fez um imenso esforço para manter sua fortuna e continuar sendo o pato mais rico do mundo. Após 1947 os Irmãos Metralha foram uma ameaça constante para sua fortuna, enquanto Pão-Duro MacMônei e Patacôncio tentavam todos os tipos de truques para passar o Tio Patinhas para trás. Além deles, a bruxa italiana Maga Patalójika (desde 1961) passa a perseguir a Moeda Número 1 do Tio Patinhas. Ele vem tendo sucesso em suas lutas, mas nunca há muito tempo para descansar até que ocorra a próxima batalha…

## Em outros meios
Tio Patinhas apareceu em vários meios, além dos quadrinhos. A voz do personagem foi ouvida pela primeira vez no álbum de disco Donald Duck e His Friends (1960) com Dal McKennon na dublagem. A estreia de Patinhas em desenho animado (exceto por uma breve ponta na abertura do Clube do Mickey) se deu no curta-metragem de 1967 Scrooge McDuck and Money, (na voz de Bill Thompson) no qual ensina a seus sobrinhos algumas lições básicas sobre finanças.
Em 1974, a Disneyland Records lançou uma adaptação do clássico de Charles Dickens, A Christmas Carol, para o qual Alan Young foi contratado para dublar o Tio Patinhas interpretando o personagem que inspirou seu nome, Ebenezer Scrooge. Oito anos depois, a Walt Disney Animation Studios decidiu fazer uma paródia animada desta mesma história, Um Natal de Mickey Mouse (1983), e mais uma vez contratou Young para a dublagem. Tio Patinhas também apareceu no papel de si mesmo no especial de televisão Soccermania (1987) com Pateta (a única vez em que foi dublado por Will Ryan).
O maior papel de Patinhas fora dos quadrinhos viria em 1987 como protagonista de DuckTales, um seriado de animação livremente baseado nas histórias de Carl Barks e onde Alan Yong voltou a dublar o personagem (no Brasil, foi dublado por Antônio Patiño). Patinhas torna-se o guardião de Huguinho, Zezinho e Luisinho quando Donald se alista na Marinha. Esta série, estreou em um especial de mais de duas horas em 18 de setembro de 1987, enquanto os episódios regulares começaram três dias depois. O personagem Patinhas de DuckTales é consideravelmente mais gentil diferente da maioria das suas aparições anteriores; sua crueldade é reduzida e sua personalidade, muitas vezes abrasiva, é reduzida em muitos episódios para um velho tio sovina, porém adorável. Também existem várias referências das histórias de Barks, principalmente nos episódios da primeira temporada. Depois da série, Tio Patinhas também estrelou o filme DuckTales the Movie: Treasure of the Lost Lamp. Também foi mencionado em um episódio de Darkwing Duck, mas nunca foi visto nessa série.
Patinhas ainda participaria em Raw Toonage, Mickey Mouse Works e Disney's House of Mouse e dos filmes para vídeo Mickey's Once Upon a Christmas (dublado por Alan Young no original, Jorge Pires no Brasil, e Pedro Pinheiro em Portugal) e Mickey's Twice Upon a Christmas (a última atuação de Alan Young, que morreria em 2006; no Brasil, teve a voz de José Santa Cruz); do videogame Kingdom Hearts II, nos três videogames DuckTales e em alguns jogos gerais de tema Disney.
Nos novos DuckTales, Tio Patinhas é dublado pelo ator escocês David Tennant (Hélio Ribeiro no Brasil e Carlos Vieira de Almeida em Portugal), que convive com os sobrinhos e Donald. Esta série indica que Patinhas anteriormente se aventurou com seu sobrinho Donald e sua sobrinha Dumbela, mas um evento dez anos antes do início da série, resultou em brigas entre Patinhas e Donald. Patinhas parece ter uma atitude bastante negativa sobre a família, como resultado, e inicialmente não está interessado em passar tempo com os meninos até que eles o ajudem em algumas aventuras.

## DuckTales
Na série DuckTales, lançada em 1987, Tio Patinhas adotou os sobrinhos (como Donald juntou-se à Marinha e está ausente) e, como resultado, suas características mais cruéis foram suavizadas um pouco. Enquanto a maioria de seus traços permanecem idênticos aos quadrinhos, é notavelmente mais jovial e menos irritável no desenho animado. No episódio "A Moedinha Número Um", Patinhas acredita que seu temperamento melhorou devido os sobrinhos e Patrícia (a neta de sua empregada, que veio morar em sua mansão), dizendo que "pela primeira vez desde que eu deixei a Escócia, eu tenho uma família". Embora Patinhas esteja longe de ser cruel nos quadrinhos, ele raramente é tão sentimental. Enquanto ainda procura por tesouros em DuckTales, muitos episódios se concentram em tentativas de frustrar os vilões. No entanto, permanece tão apertado com o dinheiro como sempre esteve. Mas, também tem um bom coração e é generoso com sua família e amigos.
Patinhas exibe um código de honra estrito, insistindo que a única maneira válida de adquirir riqueza é "ganhando honestamente", e faz grandes esforços para frustrar aqueles (às vezes até seus próprios sobrinhos) que ganham dinheiro desonestamente. Este código também o impede de nunca ser desonesto. Também expressa um grande desgosto quando é visto por outros como mentiroso ou trapaceiro voraz.
A série desenvolve a educação de Patinhas ao descrever sua vida como um indivíduo que trabalhou arduamente toda a vida para ganhar seu sustento e defendê-lo ferozmente contra aqueles que eram verdadeiramente desonestos, mas também defende sua família e amigos contra quaisquer perigos, incluindo vilões. Ele ensina seus sobrinhos a não serem desonestos com ele ou com ninguém. É mostrado que o dinheiro não é o mais importante em sua vida. Em um episódio em que estava sob um feitiço de amor, o que o leva a dedicar todo o seu tempo para uma deusa, os sobrinhos descobrem que a única maneira de quebrar o feitiço é fazer com que a pessoa perceba que o objeto de seu amor lhes custará algo que realmente ama. Os meninos acreditam que o amor de Patinhas é o dinheiro; no entanto, ele simplesmente decide desiste de sua riqueza, para que ele possa ficar com a deusa.
Na série, o Tio Patinhas demonstra uma força física considerável batendo sozinho em inimigos maiores. Ele acredita que sua força deve-se ao fato de "levantar sacos de dinheiro".
No reboot de DuckTales, lançado em 2017, Tio Patinhas é interpretado pelo ator escocês David Tennant, que mostra os sobrinhos e Donald morando em sua casa. Esta série indica que Tio Patinhas anteriormente se aventurou com seus sobrinho Donald  e Dumbela Pato, mas um evento dez anos antes do início da série resultou em Tio Patinhas e Donald cortando laços. Ele parece ter uma atitude negativa em relação à família e, inicialmente, não está interessado em passar tempo com os meninos até ajudá-lo em algumas aventuras.

## A Saga do Tio Patinhas
Keno Don Hugo Rosa escreveu e desenhou "A Saga do Tio Patinhas", uma história completa em doze capítulos que narra a história do personagem e ganhou um Prêmio Eisner em 1995. Ao contrário da maioria de outros escritores Disney, Don Rosa considerou o Tio Patinhas como um personagem histórico cujas aventuras ocorreram nos anos cinquenta e sessenta e terminou (em sua morte) em 1967, quando Barks se aposentou. Ele considerou apenas as histórias de Barks canônicas, e elaborou uma linha de tempo, bem como uma árvore genealógica com base nas histórias de Barks. As edições posteriores incluíram capítulos adicionais. Sob Rosa, Patinhas tornou-se mais ético; enquanto ele nunca engana, explora implacavelmente quaisquer lacunas. Ele deve sua fortuna ao seu trabalho árduo e sua Caixa-Forte (ou Cofre) é "cheia de lembranças", uma vez que cada moeda representa algum momento de sua vida.
Don Rosa reuniu inúmeros elementos das histórias clássicas de Carl Barks para construir a extensa e completa biografia do pato, contando toda a sua jornada desde a infância pobre na Escócia até sua consagração como o pato mais rico do mundo.
O personagem é quase exclusivamente retratado como tendo trabalhado seu caminho até a escada financeira desde suas humildes raízes imigrantes.
A série de quadrinhos "A Saga do Tio Patinhas", (escrita por Don Rosa) mostra Patinhas ainda um menino, trabalhando como engraxate nas ruas de Glasgow, sua terra natal. O momento crucial ocorre quando um trabalhador o paga com uma moeda de dez centavos americana, que era inútil em Glasgow. Enfurecido, Patinhas promete nunca ser enganado novamente, sendo "mais sabido do que os sabidões e mais duro do que os durões". Ele consegue trabalho em um navio de gado de Clyde para os Estados Unidos e deixa a Escócia para ganhar fortuna aos 13 anos. Em 1898, depois de muitas aventuras, ele finalmente termina no Klondike, onde encontra uma pedra dourada do tamanho de um ovo de gansa. No ano seguinte, já havia feito seus primeiros milhões e comprado a escritura da Colina Mata-Motor,  do neto de Cornélio Patus. Patinhas finalmente chega em Patópolis em 1902. Depois de alguns eventos dramáticos, onde enfrenta tanto os Irmãos Metralha quanto o presidente Roosevelt, ele derruba o resto do antigo forte Patópolis e constrói sua famosa Caixa-Forte.
Nos anos a seguir, Tio Patinhas viaja por todo o mundo para aumentar sua fortuna, enquanto sua família permanece em casa para administrar seus negócios. Quando Patinhas finalmente retorna para Patópolis, em 1930, ele já é o pato mais rico do mundo, rivalizado apenas com Mac Mônei, Patacôncio, e de menos destaque, o marajá do país fictício Howdoyoustan (Hindustan). Suas experiências, no entanto, o transformaram em um avarento hostil e ele briga com sua própria família, que o abandona. Cerca de 12 anos depois, Patinhas se aposenta, mas acabou por retornar a vida pública 5 anos depois, após conhecer Donald, Huguinho, Zezinho e Lusinho e saírem pelo mundo em busca de mais aventuras.
Don Rosa, depois de concluir A Saga do Tio Patinhas, escreveu mais sete histórias que se encaixam entre os capítulos da Saga. Em uma oitava história, os Metralhas usam uma máquina do Professor Pardal para entrar no sonho de Patinhas (que sonhava com as suas aventuras da juventude), com o propósito de obterem o código secreto da caixa-forte.
Rosa continua sendo aclamado como quadrinista atualmente e foi nomeado para cinco Eisner Awards em 2007. Seu trabalho é regularmente reimpresso por si só, bem como as histórias de Barks para as quais ele criou uma sequência.

## Rivais e inimigos
- Mac Mônei --- Pão-duro que é o segundo pato mais rico do mundo;
- Patacôncio --- Milionário mão aberta, de família rica, o terceiro pato mais rico do mundo (e segundo de Patópolis);
- Maga Patalógica --- Bruxa que vive à beira do vulcão Vesúvio e é louca pela moedinha número 1;
- Irmãos Metralha --- Grupo de ladrões que vivem tentando roubar a Caixa-Forte;
- Irmãos Dalton --- Grupo de malfeitores que tentaram roubar ações e minas de ouro, em Dawson
- Porcolino Leitão --- Agiota com quem Patinhas teve a primeira e única dívida.
- Beth Von Pata --- Milionária escocesa, rival do Tio Patinhas.

## Nomes do Tio Patinhas em vários idiomas
- Inglês: Uncle Scrooge McDuck
- Espanhol (Espanha): Tío Gilito
- Espanhol (América Latina): Rico McPato
- Catalão: Oncle Garrepa
- Alemão: Dagobert Duck / Onkel Dagobert
- Holandês: Dagobert Duck / Oom Dagobert
- Húngaro: Dagobert McCsip
- Estoniano: Onu Robert
- Francês: Balthazar Picsou
- Francês (Bélgica): Oncle Jérémie McDuck / Oncle Picsou
- Português (América Latina): Tio Patinhas
- Latim: Scrúgulus Anas
- Esperanto: Skruĝo MekAnaso
- Grego: Skroutz Mak Dak (Σκρουτζ Μακ Ντακ)
- Italiano: Zio Paperone (Paperon de' Paperoni)
- Siciliano: Ziu Papiruni
- Finlandês: Roope Ankka / Roope-setä
- Sueco: Joakim von Anka / Farbror Joakim
- Dinamarquês: Joakim von And / Onkel Joakim
- Islandês: Jóakim Aðalönd / Jóakim frændi
- Feroês: Gírikur gubbi
- Norueguês: Skrue McDuck / Onkel Skrue
- Tcheco: Strýček Skrblík
- Eslovaco: Strýko Držgroš
- Esloveno: Stric Skopušnik
- Polonês: Sknerus McKwacz / Wujek Sknerus
- Russo e Ucraniano: Skrudj MakDak (Скрудж МакДак)
- Lituano: Skrudžas Makdakas
- Letão: Tēvocis Knaps
- Croata: Tvrdica McTwrdy
- Chinês: Shǐgāozhì MàikèLǎoyā
- Coreano: Seukeuruji MaekDeok
- Japonês: Sukurūji MakuDakku
- Vietnamita: Bác Scrooge